# The Block Party
The Block Party är den första solo-singeln från den amerikanska rapparen Lisa Lopes, släppt den 8 juli 2001, under skivbolaget Arista Records. Låten skrevs och producerades främst av henne själv. Singeln presterade inte märkbart i USA, med en 121a placering på Billboard Hot R&B/Hip-Hop Songs, den gjorde dock bra ifrån sig i övriga delar av världen.

## Musikvideo
Videon för låten regisserades av Hype Williams. Lopes kommenterade videon; "Vi är i den underbara världen av "Left Eye" och det här är min galax, min supernova.
Videon riktar sig främst till en yngre publik .

## Listor
| Listor (2001)                                | Topp Position |
| -------------------------------------------- | ------------- |
| UK Singles Chart                             | 16            |
| Billboard Bubbling Under R&B/Hip-Hop Singles | 21            |
| Australian Singles Chart                     | 41            |
| Dutch Singles Chart                          | 47            |
| Billboard Hot R&B/Hip-Hop Songs              | 121           |